# Frullania yusawai
Frullania yusawai là một loài Rêu trong họ Jubulaceae. Loài này được Kamim. mô tả khoa học đầu tiên..